# Перев'яз

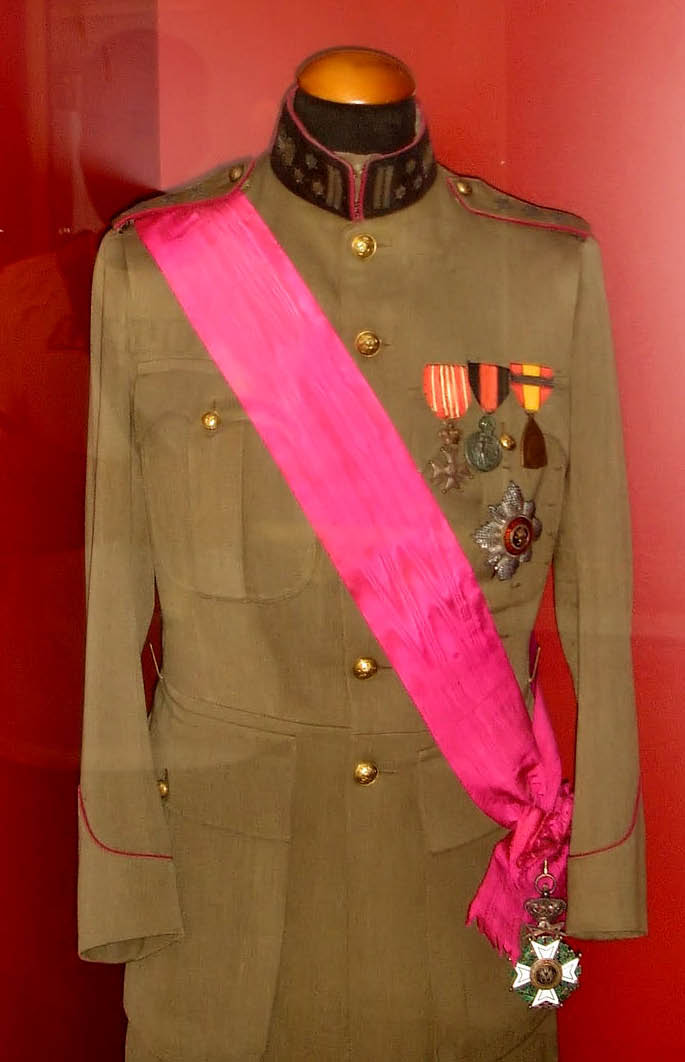
Черезплічна стрічка Ордену Леопольда I

Пере́в'яз, рідко пере́в'язь, черезплічник — перекинута через плече стрічка або ремінь, що є деталлю вбрання.

## Плечова орденська стрічка
В орденів більшості країн орденська стрічка першого (або єдиного, як у російського ордена Андрія Первозванного) ступеня ордена являє собою перев'яз (черезплічну стрічку) з дорогої шовкової муарової тканини. На плечі стрічка просилюється під еполет або під погон. Залежно від статуту ордена, стрічка носиться або через праве, або через ліве плече.

## Військові перев'язи
Перев'язи використовуються і як елемент військової форми. У Стародавньому Римі перев'яз для меча називався балте́й (лат. balteus) або цингулум (cingulum); цими словами, крім того, могли називати і пояс. Він щільно примикав до корпусу внаслідок тяжкості самого меча, але також притримувався ременями панцира. Прості легіонери носили балтей через ліве плече (меч таким чином опинявся з правого боку), центуріони — через праве. Здебільшого прикрашався різними металевими насічками, а пізніше — навіть коштовним камінням.

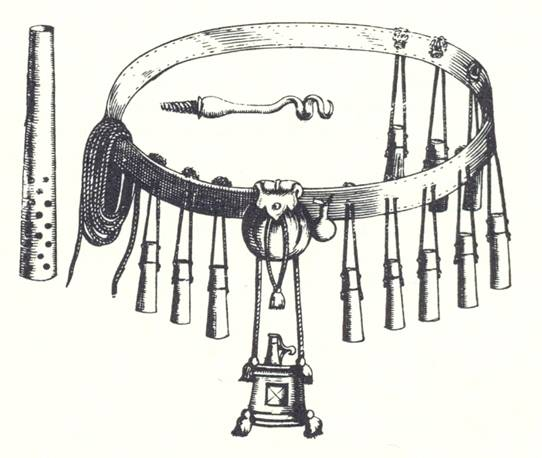
Німецька берендейка для аркебузи.

У Російській імператорській армії черезплічні смугасті шарфи з кінця XVII століття служать для відрізнення офіцерів від нижніх чинів (поряд з горжетами і протазанами). На 1700 рік шарфи були триколірними, зі смугами російського прапора — білою, синьою і червоною, прикрашеними двома китицями (срібними в обер-офіцерів, золотими в штаб-офіцерів). У 1727—1730 рр. шарфи штаб-офіцерів змінюють розцвітку: смуги міняються на срібну, зелену і червону. У 1730—1740 рр. шарфи стають двоколірними, кольорів георгіївської стрічки (чорно-жовті в обер-, чорно-золоті в штаб-офіцерів). У середині XVIII століття місце носіння шарфа змінюється: він переміщається на пояс і відтоді стає офіцерським пасом.
«Солдатським перев'язом» називався черезплічний ремінь для носіння патронної суми; шкіряний або матерчастий перев'яз для носіння холодної зброї називають портупеєю, перев'яз прапороносця або кавалериста — панталером (служить для кріплення держака прапора, рушниці і лядівниці), ремінь з кишенями для зберігання куль — бандольєром. У XVII ст. стрільці носили перев'яз з підвішеними трубками для відміряних порцій пороху — берендейку.

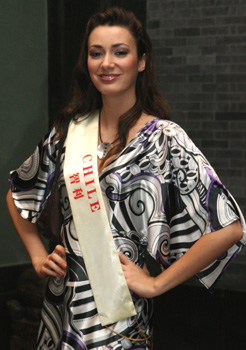
Місс Чилі-2007 Бернардіна Суніга.

## Геральдичні перев'язи
Перев'яз у геральдиці, блазонуванні — діагональна смуга, яка перетинає щит праворуч. Почесна або головна геральдична фігура.